# Дубова, Наталья Ильинична
Ната́лья Ильи́нична Ду́бова (урождённая Бах; род. 31 марта 1948, Москва, СССР) — советская фигуристка, советский и российский тренер и хореограф в танцах на льду. Заслуженный деятель искусств Российской Федерации (1994).

## Карьера
Наталья Дубова начала спортивную карьеру в одиночном катании, выступала и в парах. Позднее перешла в танцы на льду, где в паре с Владимиром Павлихиным выступала на всесоюзных и международных соревнованиях (под именем Наталья Бах). На зимней Универсиаде-1966 фигуристы заняли 4-е место. Самым значимым достижением на внутренних соревнованиях для этого танцевального дуэта стала бронза чемпионата СССР 1965 года.

### Тренерская деятельность
Закончив карьеру фигуристки, с 1969 года Н. Дубова приступила к тренерской деятельности на катке Дворца спорта «Сокольники» в ДСО «Спартак». В сентябре 1992 года уехала с мужем в США и начала работать в Лейк-Плэсиде, где на основе её группы открыли международную школу под постоянным наблюдением американского олимпийского комитета. В настоящее время работает в Стэмфорде.

### Ученики
В группе у Дубовой в разное время тренировались: Татьяна Навка/ Самвел Гезалян, Галит Хайт / Сергей Сахновский, Ше-Линн Бурн / Виктор Краатц, Пётр Чернышёв и Наоми Ланг, Натали Бак / Трент Нельсон-Бонд, Шивон Хикин-Кенеди / Александр Шакалов, Алиса Агафонова / Альпер Учар.
За время своей тренерской карьеры подготовила призёров Олимпийских игр, победителей и призёров чемпионатов мира и Европы:
- Марина Климова и Сергей Пономаренко

С парой Климова/Пономаренко Наталья Ильинична проработала 12 лет. Под её руководством они трижды выигрывали Чемпионаты Европы и дважды мира, а также становились призёрами Олимпийских игр в 1984 и 1988 годов. Однако из-за творческих разногласий за четыре месяца до Олимпиады-1992 ушли от неё к Татьяне Тарасовой, с которой стали олимпийскими чемпионами.
- Майя Усова и Александр Жулин

Эту пару Дубова тренировала с 1980 до завершения их любительской карьеры в 1994 году после серебра на Олимпийских играх. На протяжении ряда лет пара неизменно становилась призёрами чемпионатов Европы и мира, но чемпионами им удалось стать только в 1993 году.
- Оксана Грищук и Евгений Платов

В 1989 году Оксана, оставшаяся без партнёра (завершил карьеру из-за травмы), была приглашена в группу Натальи Дубовой, которая поставила её в пару с Евгением Платовым. Уже в декабре 1989, всего через 3 месяца совместных тренировок, они становятся бронзовыми призёрами чемпионата СССР, а в 1991 году выигрывают первенство страны. В сезоне 1991/1992 завоёвывают бронзовые медали чемпионата Европы и мира, а на Олимпийских играх 1992 года занимают 4-е место, после чего уходят от Дубовой к Наталье Линичук.
- Ше-Линн Бурн и Виктор Краатц

Под руководством Дубовой канадская пара 4 раза становилась бронзовыми призёрами чемпионата мира и выиграла чемпионат четырёх континентов. Весной 2000 года тренер и фигуристы прервали сотрудничество.
- Марина Анисина и Гвендаль Пейзера

С этой парой Н. И. Дубова работала в качестве консультанта в сезоне 2001/2002, когда они выиграли Олимпийские игры.

## Награды
- Медаль «За трудовое отличие» — 1984 г.
- Орден «Знак Почёта» — 1988 г.

## Личная жизнь
Наталья Дубова замужем за советским пловцом, призёром Олимпийских игр 1968 года, Семёном Викторовичем Белиц-Гейманом. В сентябре 1992 года вместе с мужем начала работать в Лейк-Плэсиде, США по контракту с Олимпийским комитетом штата Нью-Йорк. В сентябре 1999 года переехала в Стэмфорд (Коннектикут), где живёт и работает в настоящее время.

## Звания
- Мастер спорта СССР международного класса
- Заслуженный тренер РСФСР
- Заслуженный тренер СССР
- Заслуженный деятель искусств Российской Федерации (1994) — за заслуги в развитии физической культуры и спорта и большой личный вклад в подготовку и проведение XVII зимних Олимпийских игр 1994 года[6].
- Арбитр международной категории

## Образование
- ГЦОЛИФК